# Distrikt Morona
Der Distrikt Morona liegt in der Provinz Datem del Marañón in der Region Loreto in Nordost-Peru. Der Distrikt wurde am 2. Juli 1943 gegründet. Er besitzt eine Fläche von 11.046 km². Beim Zensus 2017 wurden 4835 Einwohner gezählt. Im Jahr 1993 lag die Einwohnerzahl bei 1051, im Jahr 2007 bei 6356. Verwaltungssitz ist die 130 m hoch am rechten Flussufer des Río Morona gelegene Ortschaft Puerto Alegria mit 997 Einwohnern (Stand 2017). Puerto Alegría liegt 90 km nordwestlich der Provinzhauptstadt San Lorenzo. Das Gebiet wird von dem Stamm der Chayahuita besiedelt.

## Geographische Lage
Der Distrikt Morona liegt am Westrand des peruanischen Amazonasgebietes im Nordwesten der Provinz Datem del Marañón. Der Distrikt umfasst den peruanischen Teil des Einzugsgebietes des Río Morona und reicht im Süden bis zu dessen Mündung in den Río Marañón. Entlang der nordwestlichen Distriktgrenze verläuft ein Höhenkamm der peruanischen Ostkordillere.
Der Distrikt Morona grenzt im Südwesten an den Distrikt Manseriche, im Westen an den Distrikt Río Santiago (Provinz Condorcanqui), im Norden an Ecuador, im Nordosten an den Distrikt Andoas, im Osten an den Distrikt Pastaza sowie im Südosten und im Süden an den Distrikt Barranca.